# Mandé (Mali)
Mandé is een gemeente (commune) in de regio Koulikoro in Mali. De gemeente telt 57.000 inwoners (2009).